# Anthony England
Anthony Wayne England (Indianápolis, 15 de maio de 1942) é um ex-astronauta norte-americano.
Selecionado para o corpo de astronautas da NASA em 1967, fez parte das tripulações de apoio dos programas Apollo e Skylab. Foi ao espaço em julho de 1985, integrando como especialista de missão a tripulação da Challenger STS-51-F, passando um total de 188 horas em órbita.
Formado em ciências e doutor em filosofia em Geofísica pelo Instituto de Tecnologia de Massachusetts (MIT), na NASA ajudou a desenvolver um radar utilizado para exploração da Lua e das geleiras do Alaska, além de participar e duas missões científicas na Antártida.